# Liste des planètes mineures (765001-766000)
Voici la liste des planètes mineures numérotées de 765001 à 766000. Les planètes mineures sont numérotées lorsque leur orbite est confirmée, ce qui peut parfois se produire longtemps après leur découverte. Elles sont classées ici par leur numéro.

## Planètes mineures 765001 à 766000
- (765001) 2013 QQ88
- (765002) 2013 QE96
- (765003) 2013 QP96
- (765004) 2013 QR98
- (765005) 2013 QU98
- (765006) 2013 QM99
- (765007) 2013 QW99
- (765008) 2013 QF103
- (765009) 2013 QM103
- (765010) 2013 QZ106
- (765011) 2013 RD8
- (765012) 2013 RR11
- (765013) 2013 RX13
- (765014) 2013 RT15
- (765015) 2013 RO26
- (765016) 2013 RQ27
- (765017) 2013 RY28
- (765018) 2013 RD30
- (765019) 2013 RU36
- (765020) 2013 RV39
- (765021) 2013 RA40
- (765022) 2013 RG41
- (765023) 2013 RA46
- (765024) 2013 RA54
- (765025) 2013 RB55
- (765026) 2013 RQ55
- (765027) 2013 RE56
- (765028) 2013 RC60
- (765029) 2013 RC61
- (765030) 2013 RR61
- (765031) 2013 RW72
- (765032) 2013 RW75
- (765033) 2013 RX76
- (765034) 2013 RE85
- (765035) 2013 RL85
- (765036) 2013 RB89
- (765037) 2013 RE93
- (765038) 2013 RZ99
- (765039) 2013 RE100
- (765040) 2013 RJ102
- (765041) 2013 RK103
- (765042) 2013 RV103
- (765043) 2013 RV105
- (765044) 2013 RJ106
- (765045) 2013 RH107
- (765046) 2013 RE108
- (765047) 2013 RA109
- (765048) 2013 RX110
- (765049) 2013 RZ110
- (765050) 2013 RN113
- (765051) 2013 RQ116
- (765052) 2013 RK119
- (765053) 2013 RW119
- (765054) 2013 RC120
- (765055) 2013 RP120
- (765056) 2013 RK122
- (765057) 2013 RT123
- (765058) 2013 RC126
- (765059) 2013 RU126
- (765060) 2013 RA129
- (765061) 2013 RD129
- (765062) 2013 RO129
- (765063) 2013 RQ129
- (765064) 2013 RK131
- (765065) 2013 RQ131
- (765066) 2013 RT131
- (765067) 2013 RE133
- (765068) 2013 RV135
- (765069) 2013 RD136
- (765070) 2013 RR136
- (765071) 2013 RH137
- (765072) 2013 RU137
- (765073) 2013 RD138
- (765074) 2013 RT138
- (765075) 2013 RA142
- (765076) 2013 RA144
- (765077) 2013 RC144
- (765078) 2013 RZ147
- (765079) 2013 RA148
- (765080) 2013 RB148
- (765081) 2013 RM148
- (765082) 2013 RR148
- (765083) 2013 RS148
- (765084) 2013 RW149
- (765085) 2013 RJ153
- (765086) 2013 RT153
- (765087) 2013 RE159
- (765088) 2013 RM159
- (765089) 2013 RE161
- (765090) 2013 RE162
- (765091) 2013 RG162
- (765092) 2013 RF164
- (765093) 2013 RZ168
- (765094) 2013 RV170
- (765095) 2013 RS172
- (765096) 2013 RJ174
- (765097) 2013 RK175
- (765098) 2013 RE178
- (765099) 2013 RG178
- (765100) 2013 RS178
- (765101) 2013 RT190
- (765102) 2013 ST2
- (765103) 2013 SM3
- (765104) 2013 SG7
- (765105) 2013 SD9
- (765106) 2013 SN12
- (765107) 2013 SK16
- (765108) 2013 SJ18
- (765109) 2013 SY26
- (765110) 2013 SQ27
- (765111) 2013 SR28
- (765112) 2013 SY30
- (765113) 2013 SX32
- (765114) 2013 SZ36
- (765115) 2013 SN37
- (765116) 2013 SH39
- (765117) 2013 SV40
- (765118) 2013 SM41
- (765119) 2013 SS47
- (765120) 2013 SL49
- (765121) 2013 SJ52
- (765122) 2013 SB53
- (765123) 2013 SM54
- (765124) 2013 SM61
- (765125) 2013 SE63
- (765126) 2013 SH65
- (765127) 2013 SU69
- (765128) 2013 SZ78
- (765129) 2013 ST82
- (765130) 2013 SS91
- (765131) 2013 SP94
- (765132) 2013 SP96
- (765133) 2013 SL102
- (765134) 2013 SH105
- (765135) 2013 SU107
- (765136) 2013 SA108
- (765137) 2013 SQ108
- (765138) 2013 SB109
- (765139) 2013 SW109
- (765140) 2013 SW110
- (765141) 2013 SS111
- (765142) 2013 SU111
- (765143) 2013 SV113
- (765144) 2013 SA120
- (765145) 2013 TJ3
- (765146) 2013 TU6
- (765147) 2013 TB16
- (765148) 2013 TH16
- (765149) 2013 TQ16
- (765150) 2013 TF20
- (765151) 2013 TL21
- (765152) 2013 TT25
- (765153) 2013 TL26
- (765154) 2013 TJ27
- (765155) 2013 TE29
- (765156) 2013 TC30
- (765157) 2013 TF31
- (765158) 2013 TF33
- (765159) 2013 TG40
- (765160) 2013 TT41
- (765161) 2013 TC42
- (765162) 2013 TX42
- (765163) 2013 TU44
- (765164) 2013 TK48
- (765165) 2013 TN56
- (765166) 2013 TT56
- (765167) 2013 TZ59
- (765168) 2013 TJ64
- (765169) 2013 TX64
- (765170) 2013 TL68
- (765171) 2013 TT69
- (765172) 2013 TP74
- (765173) 2013 TR77
- (765174) 2013 TH78
- (765175) 2013 TN79
- (765176) 2013 TG82
- (765177) 2013 TF83
- (765178) 2013 TZ83
- (765179) 2013 TC84
- (765180) 2013 TO86
- (765181) 2013 TW86
- (765182) 2013 TJ93
- (765183) 2013 TA96
- (765184) 2013 TF97
- (765185) 2013 TD99
- (765186) 2013 TT105
- (765187) 2013 TA106
- (765188) 2013 TG107
- (765189) 2013 TC117
- (765190) 2013 TL118
- (765191) 2013 TN125
- (765192) 2013 TX125
- (765193) 2013 TZ125
- (765194) 2013 TW127
- (765195) 2013 TH131
- (765196) 2013 TY139
- (765197) 2013 TB142
- (765198) 2013 TE143
- (765199) 2013 TJ144
- (765200) 2013 TF148
- (765201) 2013 TP150
- (765202) 2013 TV152
- (765203) 2013 TQ153
- (765204) 2013 TF157
- (765205) 2013 TS157
- (765206) 2013 TS160
- (765207) 2013 TX160
- (765208) 2013 TE161
- (765209) 2013 TO162
- (765210) 2013 TV162
- (765211) 2013 TN163
- (765212) 2013 TP167
- (765213) 2013 TL168
- (765214) 2013 TX169
- (765215) 2013 TC170
- (765216) 2013 TJ170
- (765217) 2013 TW172
- (765218) 2013 TX172
- (765219) 2013 TR174
- (765220) 2013 TT174
- (765221) 2013 TL175
- (765222) 2013 TU175
- (765223) 2013 TX175
- (765224) 2013 TS176
- (765225) 2013 TD177
- (765226) 2013 TM177
- (765227) 2013 TK179
- (765228) 2013 TY182
- (765229) 2013 TC183
- (765230) 2013 TG186
- (765231) 2013 TX186
- (765232) 2013 TJ188
- (765233) 2013 TT188
- (765234) 2013 TN190
- (765235) 2013 TU190
- (765236) 2013 TY192
- (765237) 2013 TM193
- (765238) 2013 TX193
- (765239) 2013 TT194
- (765240) 2013 TL195
- (765241) 2013 TT195
- (765242) 2013 TY195
- (765243) 2013 TD196
- (765244) 2013 TX196
- (765245) 2013 TG197
- (765246) 2013 TP197
- (765247) 2013 TY197
- (765248) 2013 TZ197
- (765249) 2013 TE198
- (765250) 2013 TK198
- (765251) 2013 TO198
- (765252) 2013 TR198
- (765253) 2013 TF199
- (765254) 2013 TJ199
- (765255) 2013 TL199
- (765256) 2013 TJ200
- (765257) 2013 TJ202
- (765258) 2013 TF204
- (765259) 2013 TU204
- (765260) 2013 TC205
- (765261) 2013 TE205
- (765262) 2013 TH205
- (765263) 2013 TK205
- (765264) 2013 TX206
- (765265) 2013 TD207
- (765266) 2013 TX207
- (765267) 2013 TK208
- (765268) 2013 TS208
- (765269) 2013 TV208
- (765270) 2013 TD209
- (765271) 2013 TH212
- (765272) 2013 TL212
- (765273) 2013 TJ216
- (765274) 2013 TG218
- (765275) 2013 TH218
- (765276) 2013 TJ218
- (765277) 2013 TL218
- (765278) 2013 TR218
- (765279) 2013 TY218
- (765280) 2013 TC219
- (765281) 2013 TT219
- (765282) 2013 TB220
- (765283) 2013 TG220
- (765284) 2013 TJ220
- (765285) 2013 TM220
- (765286) 2013 TN222
- (765287) 2013 TJ223
- (765288) 2013 TJ224
- (765289) 2013 TQ225
- (765290) 2013 TG227
- (765291) 2013 TX229
- (765292) 2013 TK232
- (765293) 2013 TS232
- (765294) 2013 TV232
- (765295) 2013 TD233
- (765296) 2013 TE233
- (765297) 2013 TH233
- (765298) 2013 TL233
- (765299) 2013 TM233
- (765300) 2013 TY235
- (765301) 2013 TE237
- (765302) 2013 TC241
- (765303) 2013 TG243
- (765304) 2013 TN248
- (765305) 2013 TA249
- (765306) 2013 TP252
- (765307) 2013 TB276
- (765308) 2013 TD281
- (765309) 2013 UK3
- (765310) 2013 UE14
- (765311) 2013 UV15
- (765312) 2013 UG16
- (765313) 2013 UP16
- (765314) 2013 UY18
- (765315) 2013 UF20
- (765316) 2013 UU20
- (765317) 2013 UU21
- (765318) 2013 UL23
- (765319) 2013 UA24
- (765320) 2013 UC26
- (765321) 2013 UP27
- (765322) 2013 UL28
- (765323) 2013 UN28
- (765324) 2013 UA29
- (765325) 2013 UD29
- (765326) 2013 UE29
- (765327) 2013 UN29
- (765328) 2013 UP29
- (765329) 2013 UA30
- (765330) 2013 UD30
- (765331) 2013 UF30
- (765332) 2013 UJ30
- (765333) 2013 UT30
- (765334) 2013 UF32
- (765335) 2013 UJ32
- (765336) 2013 UK32
- (765337) 2013 UN32
- (765338) 2013 UX32
- (765339) 2013 UJ33
- (765340) 2013 US34
- (765341) 2013 UT34
- (765342) 2013 UN35
- (765343) 2013 UO35
- (765344) 2013 UM36
- (765345) 2013 UW36
- (765346) 2013 UZ36
- (765347) 2013 UA37
- (765348) 2013 UB37
- (765349) 2013 US37
- (765350) 2013 UV37
- (765351) 2013 UC38
- (765352) 2013 UP38
- (765353) 2013 UB39
- (765354) 2013 UV39
- (765355) 2013 US41
- (765356) 2013 UY41
- (765357) 2013 UC42
- (765358) 2013 UE42
- (765359) 2013 UM43
- (765360) 2013 UD45
- (765361) 2013 UK45
- (765362) 2013 UQ46
- (765363) 2013 UC47
- (765364) 2013 UT47
- (765365) 2013 UG48
- (765366) 2013 UB49
- (765367) 2013 UH52
- (765368) 2013 UZ52
- (765369) 2013 UJ58
- (765370) 2013 UZ60
- (765371) 2013 UE63
- (765372) 2013 VA4
- (765373) 2013 VF8
- (765374) 2013 VR10
- (765375) 2013 VX15
- (765376) 2013 VD19
- (765377) 2013 VJ22
- (765378) 2013 VM22
- (765379) 2013 VL27
- (765380) 2013 VT27
- (765381) 2013 VO28
- (765382) 2013 VC30
- (765383) 2013 VH31
- (765384) 2013 VL33
- (765385) 2013 VT33
- (765386) 2013 VS35
- (765387) 2013 VC36
- (765388) 2013 VO36
- (765389) 2013 VD40
- (765390) 2013 VH40
- (765391) 2013 VW41
- (765392) 2013 VX41
- (765393) 2013 VF42
- (765394) 2013 VM42
- (765395) 2013 VU42
- (765396) 2013 VC43
- (765397) 2013 VD43
- (765398) 2013 VF43
- (765399) 2013 VX43
- (765400) 2013 VT44
- (765401) 2013 VB45
- (765402) 2013 VE45
- (765403) 2013 VS45
- (765404) 2013 VH46
- (765405) 2013 VV46
- (765406) 2013 VF47
- (765407) 2013 VO47
- (765408) 2013 VE48
- (765409) 2013 VG48
- (765410) 2013 VK48
- (765411) 2013 VP48
- (765412) 2013 VQ48
- (765413) 2013 VU48
- (765414) 2013 VY48
- (765415) 2013 VA50
- (765416) 2013 VJ50
- (765417) 2013 VY50
- (765418) 2013 VL51
- (765419) 2013 VN51
- (765420) 2013 VZ51
- (765421) 2013 VB52
- (765422) 2013 VS52
- (765423) 2013 VB53
- (765424) 2013 VH53
- (765425) 2013 VR54
- (765426) 2013 VT54
- (765427) 2013 VX54
- (765428) 2013 VB55
- (765429) 2013 VF55
- (765430) 2013 VX55
- (765431) 2013 VH56
- (765432) 2013 VJ56
- (765433) 2013 VP56
- (765434) 2013 VZ56
- (765435) 2013 VA57
- (765436) 2013 VD57
- (765437) 2013 VS57
- (765438) 2013 VT57
- (765439) 2013 VW57
- (765440) 2013 VX57
- (765441) 2013 VL58
- (765442) 2013 VT59
- (765443) 2013 VV59
- (765444) 2013 VW59
- (765445) 2013 VS60
- (765446) 2013 VT60
- (765447) 2013 VO61
- (765448) 2013 VT61
- (765449) 2013 VY64
- (765450) 2013 VE65
- (765451) 2013 VG65
- (765452) 2013 VN65
- (765453) 2013 VT65
- (765454) 2013 VY66
- (765455) 2013 VA67
- (765456) 2013 VB67
- (765457) 2013 VB68
- (765458) 2013 VJ68
- (765459) 2013 VP68
- (765460) 2013 VQ69
- (765461) 2013 VY69
- (765462) 2013 VW70
- (765463) 2013 VD71
- (765464) 2013 VR72
- (765465) 2013 VX72
- (765466) 2013 VJ73
- (765467) 2013 VU74
- (765468) 2013 VW74
- (765469) 2013 VD76
- (765470) 2013 VF76
- (765471) 2013 VG77
- (765472) 2013 VA78
- (765473) 2013 VD78
- (765474) 2013 VK78
- (765475) 2013 VX78
- (765476) 2013 VH79
- (765477) 2013 VM79
- (765478) 2013 VV85
- (765479) 2013 VB86
- (765480) 2013 VE86
- (765481) 2013 VN86
- (765482) 2013 VQ87
- (765483) 2013 WH1
- (765484) 2013 WW4
- (765485) 2013 WH5
- (765486) 2013 WD7
- (765487) 2013 WN8
- (765488) 2013 WD11
- (765489) 2013 WT11
- (765490) 2013 WK12
- (765491) 2013 WY12
- (765492) 2013 WD17
- (765493) 2013 WG17
- (765494) 2013 WN17
- (765495) 2013 WH19
- (765496) 2013 WN19
- (765497) 2013 WJ23
- (765498) 2013 WZ23
- (765499) 2013 WU24
- (765500) 2013 WR27
- (765501) 2013 WC33
- (765502) 2013 WM33
- (765503) 2013 WF34
- (765504) 2013 WH38
- (765505) 2013 WY38
- (765506) 2013 WJ39
- (765507) 2013 WM39
- (765508) 2013 WS41
- (765509) 2013 WP43
- (765510) 2013 WZ48
- (765511) 2013 WE49
- (765512) 2013 WK50
- (765513) 2013 WT52
- (765514) 2013 WU53
- (765515) 2013 WM57
- (765516) 2013 WK60
- (765517) 2013 WE65
- (765518) 2013 WQ65
- (765519) 2013 WL74
- (765520) 2013 WC81
- (765521) 2013 WM82
- (765522) 2013 WZ84
- (765523) 2013 WX89
- (765524) 2013 WZ89
- (765525) 2013 WD90
- (765526) 2013 WJ90
- (765527) 2013 WT92
- (765528) 2013 WE93
- (765529) 2013 WG95
- (765530) 2013 WP97
- (765531) 2013 WO98
- (765532) 2013 WA100
- (765533) 2013 WM100
- (765534) 2013 WC102
- (765535) 2013 WD105
- (765536) 2013 WE105
- (765537) 2013 WZ108
- (765538) 2013 WD110
- (765539) 2013 WK110
- (765540) 2013 WG111
- (765541) 2013 WD112
- (765542) 2013 WH113
- (765543) 2013 WG115
- (765544) 2013 WT116
- (765545) 2013 WP117
- (765546) 2013 WS117
- (765547) 2013 WH119
- (765548) 2013 WT120
- (765549) 2013 WU120
- (765550) 2013 WY120
- (765551) 2013 WH121
- (765552) 2013 WM121
- (765553) 2013 WU121
- (765554) 2013 WF122
- (765555) 2013 WK122
- (765556) 2013 WP122
- (765557) 2013 WZ122
- (765558) 2013 WB123
- (765559) 2013 WN124
- (765560) 2013 WU124
- (765561) 2013 WY124
- (765562) 2013 WZ124
- (765563) 2013 WB125
- (765564) 2013 WE125
- (765565) 2013 WW125
- (765566) 2013 WL126
- (765567) 2013 WS126
- (765568) 2013 WA127
- (765569) 2013 WG127
- (765570) 2013 WM127
- (765571) 2013 WO127
- (765572) 2013 WT127
- (765573) 2013 WV127
- (765574) 2013 WW127
- (765575) 2013 WE128
- (765576) 2013 WM128
- (765577) 2013 WQ128
- (765578) 2013 WJ129
- (765579) 2013 WO129
- (765580) 2013 WB130
- (765581) 2013 WC130
- (765582) 2013 WE130
- (765583) 2013 WW130
- (765584) 2013 WA131
- (765585) 2013 WB131
- (765586) 2013 WU131
- (765587) 2013 WW132
- (765588) 2013 WH133
- (765589) 2013 WN133
- (765590) 2013 WD135
- (765591) 2013 WP135
- (765592) 2013 WV135
- (765593) 2013 WF136
- (765594) 2013 WT136
- (765595) 2013 WX136
- (765596) 2013 WY137
- (765597) 2013 WH138
- (765598) 2013 WP139
- (765599) 2013 WP140
- (765600) 2013 WZ141
- (765601) 2013 WQ143
- (765602) 2013 WX144
- (765603) 2013 WD145
- (765604) 2013 WF145
- (765605) 2013 WH145
- (765606) 2013 WJ145
- (765607) 2013 WA147
- (765608) 2013 WP148
- (765609) 2013 WW148
- (765610) 2013 WY148
- (765611) 2013 XV
- (765612) 2013 XJ1
- (765613) 2013 XS5
- (765614) 2013 XL9
- (765615) 2013 XS14
- (765616) 2013 XW14
- (765617) 2013 XX14
- (765618) 2013 XS17
- (765619) 2013 XC20
- (765620) 2013 XC24
- (765621) 2013 XM27
- (765622) 2013 XN29
- (765623) 2013 XZ30
- (765624) 2013 XC31
- (765625) 2013 XR31
- (765626) 2013 XV31
- (765627) 2013 XM32
- (765628) 2013 XQ32
- (765629) 2013 XS32
- (765630) 2013 XU32
- (765631) 2013 XY32
- (765632) 2013 XN33
- (765633) 2013 XW33
- (765634) 2013 XY33
- (765635) 2013 XB34
- (765636) 2013 XE34
- (765637) 2013 XL34
- (765638) 2013 XA35
- (765639) 2013 XS35
- (765640) 2013 XY35
- (765641) 2013 XQ36
- (765642) 2013 XM37
- (765643) 2013 XO37
- (765644) 2013 XQ38
- (765645) 2013 XP40
- (765646) 2013 XA41
- (765647) 2013 XU41
- (765648) 2013 XA43
- (765649) 2013 YV2
- (765650) 2013 YD3
- (765651) 2013 YL7
- (765652) 2013 YS8
- (765653) 2013 YH9
- (765654) 2013 YF12
- (765655) 2013 YR12
- (765656) 2013 YP15
- (765657) 2013 YR17
- (765658) 2013 YP18
- (765659) 2013 YL25
- (765660) 2013 YS27
- (765661) 2013 YB32
- (765662) 2013 YM36
- (765663) 2013 YZ36
- (765664) 2013 YK39
- (765665) 2013 YW39
- (765666) 2013 YH41
- (765667) 2013 YC42
- (765668) 2013 YE44
- (765669) 2013 YH44
- (765670) 2013 YF45
- (765671) 2013 YY45
- (765672) 2013 YB46
- (765673) 2013 YC49
- (765674) 2013 YY51
- (765675) 2013 YF52
- (765676) 2013 YN62
- (765677) 2013 YU62
- (765678) 2013 YJ67
- (765679) 2013 YH70
- (765680) 2013 YC71
- (765681) 2013 YM73
- (765682) 2013 YL76
- (765683) 2013 YK77
- (765684) 2013 YT78
- (765685) 2013 YU79
- (765686) 2013 YO80
- (765687) 2013 YP80
- (765688) 2013 YJ81
- (765689) 2013 YD84
- (765690) 2013 YK85
- (765691) 2013 YB86
- (765692) 2013 YU86
- (765693) 2013 YL87
- (765694) 2013 YA89
- (765695) 2013 YT93
- (765696) 2013 YY94
- (765697) 2013 YB96
- (765698) 2013 YD96
- (765699) 2013 YX98
- (765700) 2013 YY98
- (765701) 2013 YB99
- (765702) 2013 YX99
- (765703) 2013 YT101
- (765704) 2013 YH102
- (765705) 2013 YQ103
- (765706) 2013 YC105
- (765707) 2013 YP105
- (765708) 2013 YU107
- (765709) 2013 YH112
- (765710) 2013 YF113
- (765711) 2013 YO115
- (765712) 2013 YL122
- (765713) 2013 YN123
- (765714) 2013 YR125
- (765715) 2013 YU128
- (765716) 2013 YH129
- (765717) 2013 YB136
- (765718) 2013 YP136
- (765719) 2013 YX137
- (765720) 2013 YC138
- (765721) 2013 YU138
- (765722) 2013 YX138
- (765723) 2013 YJ141
- (765724) 2013 YO143
- (765725) 2013 YQ148
- (765726) 2013 YL149
- (765727) 2013 YH152
- (765728) 2013 YH154
- (765729) 2013 YM154
- (765730) 2013 YW154
- (765731) 2013 YY157
- (765732) 2013 YU158
- (765733) 2013 YW158
- (765734) 2013 YX158
- (765735) 2013 YM159
- (765736) 2013 YU159
- (765737) 2013 YK160
- (765738) 2013 YG161
- (765739) 2013 YH161
- (765740) 2013 YO161
- (765741) 2013 YD162
- (765742) 2013 YP162
- (765743) 2013 YW162
- (765744) 2013 YL163
- (765745) 2013 YB164
- (765746) 2013 YD164
- (765747) 2013 YE164
- (765748) 2013 YF164
- (765749) 2013 YS164
- (765750) 2013 YN165
- (765751) 2013 YC167
- (765752) 2013 YO167
- (765753) 2013 YL170
- (765754) 2013 YZ170
- (765755) 2013 YR171
- (765756) 2013 YH172
- (765757) 2014 AB1
- (765758) 2014 AG2
- (765759) 2014 AQ8
- (765760) 2014 AH9
- (765761) 2014 AV9
- (765762) 2014 AM13
- (765763) 2014 AP18
- (765764) 2014 AN20
- (765765) 2014 AR25
- (765766) 2014 AT25
- (765767) 2014 AB26
- (765768) 2014 AC26
- (765769) 2014 AT26
- (765770) 2014 AC27
- (765771) 2014 AA30
- (765772) 2014 AQ35
- (765773) 2014 AV35
- (765774) 2014 AJ36
- (765775) 2014 AF37
- (765776) 2014 AA38
- (765777) 2014 AO45
- (765778) 2014 AX47
- (765779) 2014 AE48
- (765780) 2014 AJ52
- (765781) 2014 AG54
- (765782) 2014 AH56
- (765783) 2014 AP56
- (765784) 2014 AV56
- (765785) 2014 AG58
- (765786) 2014 AA62
- (765787) 2014 AA64
- (765788) 2014 AS64
- (765789) 2014 AQ65
- (765790) 2014 AT65
- (765791) 2014 AU65
- (765792) 2014 AW65
- (765793) 2014 AH66
- (765794) 2014 AQ66
- (765795) 2014 AZ66
- (765796) 2014 AL67
- (765797) 2014 AM67
- (765798) 2014 AX67
- (765799) 2014 AF70
- (765800) 2014 AG70
- (765801) 2014 AE71
- (765802) 2014 AL71
- (765803) 2014 AM71
- (765804) 2014 AO71
- (765805) 2014 AS71
- (765806) 2014 AT71
- (765807) 2014 AP73
- (765808) 2014 AU73
- (765809) 2014 AY73
- (765810) 2014 AA74
- (765811) 2014 AD74
- (765812) 2014 AH74
- (765813) 2014 AJ74
- (765814) 2014 AN75
- (765815) 2014 AH76
- (765816) 2014 AQ77
- (765817) 2014 AL78
- (765818) 2014 AS78
- (765819) 2014 AC79
- (765820) 2014 AR79
- (765821) 2014 BB2
- (765822) 2014 BA4
- (765823) 2014 BM5
- (765824) 2014 BX5
- (765825) 2014 BH6
- (765826) 2014 BT6
- (765827) 2014 BX6
- (765828) 2014 BL7
- (765829) 2014 BS11
- (765830) 2014 BQ19
- (765831) 2014 BZ19
- (765832) 2014 BA20
- (765833) 2014 BZ25
- (765834) 2014 BR26
- (765835) 2014 BF29
- (765836) 2014 BM30
- (765837) 2014 BU30
- (765838) 2014 BC35
- (765839) 2014 BH35
- (765840) 2014 BC38
- (765841) 2014 BQ38
- (765842) 2014 BR38
- (765843) 2014 BT41
- (765844) 2014 BA42
- (765845) 2014 BK42
- (765846) 2014 BG47
- (765847) 2014 BD51
- (765848) 2014 BG51
- (765849) 2014 BT51
- (765850) 2014 BC55
- (765851) 2014 BX55
- (765852) 2014 BN56
- (765853) 2014 BE58
- (765854) 2014 BY58
- (765855) 2014 BQ60
- (765856) 2014 BQ61
- (765857) 2014 BF65
- (765858) 2014 BH65
- (765859) 2014 BO66
- (765860) 2014 BO67
- (765861) 2014 BS67
- (765862) 2014 BL68
- (765863) 2014 BV68
- (765864) 2014 BT69
- (765865) 2014 BW69
- (765866) 2014 BQ70
- (765867) 2014 BA71
- (765868) 2014 BJ72
- (765869) 2014 BK72
- (765870) 2014 BX72
- (765871) 2014 BL74
- (765872) 2014 BJ76
- (765873) 2014 BH77
- (765874) 2014 BR77
- (765875) 2014 BT77
- (765876) 2014 BE78
- (765877) 2014 BW78
- (765878) 2014 BE85
- (765879) 2014 BK85
- (765880) 2014 BW88
- (765881) 2014 BV89
- (765882) 2014 BB90
- (765883) 2014 BY93
- (765884) 2014 CC2
- (765885) 2014 CY2
- (765886) 2014 CT4
- (765887) 2014 CJ6
- (765888) 2014 CR6
- (765889) 2014 CH8
- (765890) 2014 CU14
- (765891) 2014 CG16
- (765892) 2014 CK21
- (765893) 2014 CW23
- (765894) 2014 CQ24
- (765895) 2014 CK25
- (765896) 2014 CR26
- (765897) 2014 CA27
- (765898) 2014 CE29
- (765899) 2014 CF29
- (765900) 2014 CF31
- (765901) 2014 CJ31
- (765902) 2014 CW32
- (765903) 2014 CB33
- (765904) 2014 CG33
- (765905) 2014 CX33
- (765906) 2014 CF34
- (765907) 2014 CL34
- (765908) 2014 CR34
- (765909) 2014 CE35
- (765910) 2014 CL35
- (765911) 2014 CE36
- (765912) 2014 DZ
- (765913) 2014 DN1
- (765914) 2014 DC6
- (765915) 2014 DZ7
- (765916) 2014 DV8
- (765917) 2014 DX13
- (765918) 2014 DO15
- (765919) 2014 DA17
- (765920) 2014 DO20
- (765921) 2014 DL24
- (765922) 2014 DO27
- (765923) 2014 DE32
- (765924) 2014 DL33
- (765925) 2014 DQ33
- (765926) 2014 DW38
- (765927) 2014 DN39
- (765928) 2014 DT39
- (765929) 2014 DX39
- (765930) 2014 DV41
- (765931) 2014 DR44
- (765932) 2014 DC47
- (765933) 2014 DF55
- (765934) 2014 DQ55
- (765935) 2014 DN57
- (765936) 2014 DZ59
- (765937) 2014 DO65
- (765938) 2014 DR67
- (765939) 2014 DB69
- (765940) 2014 DR70
- (765941) 2014 DF71
- (765942) 2014 DX71
- (765943) 2014 DA74
- (765944) 2014 DS76
- (765945) 2014 DM81
- (765946) 2014 DP83
- (765947) 2014 DM86
- (765948) 2014 DR88
- (765949) 2014 DA89
- (765950) 2014 DK94
- (765951) 2014 DN94
- (765952) 2014 DX95
- (765953) 2014 DB99
- (765954) 2014 DY99
- (765955) 2014 DO101
- (765956) 2014 DW101
- (765957) 2014 DP102
- (765958) 2014 DO104
- (765959) 2014 DE105
- (765960) 2014 DK105
- (765961) 2014 DQ111
- (765962) 2014 DW120
- (765963) 2014 DG132
- (765964) 2014 DB133
- (765965) 2014 DB134
- (765966) 2014 DD135
- (765967) 2014 DC139
- (765968) 2014 DP141
- (765969) 2014 DV141
- (765970) 2014 DX141
- (765971) 2014 DV143
- (765972) 2014 DB144
- (765973) 2014 DU144
- (765974) 2014 DM145
- (765975) 2014 DY145
- (765976) 2014 DO146
- (765977) 2014 DN147
- (765978) 2014 DX149
- (765979) 2014 DX151
- (765980) 2014 DN152
- (765981) 2014 DK154
- (765982) 2014 DG155
- (765983) 2014 DP156
- (765984) 2014 DT156
- (765985) 2014 DU156
- (765986) 2014 DC157
- (765987) 2014 DF157
- (765988) 2014 DR157
- (765989) 2014 DS157
- (765990) 2014 DM160
- (765991) 2014 DV162
- (765992) 2014 DW162
- (765993) 2014 DB163
- (765994) 2014 DQ163
- (765995) 2014 DP166
- (765996) 2014 DU166
- (765997) 2014 DY169
- (765998) 2014 DV170
- (765999) 2014 DP171
- (766000) 2014 DZ171